# Bella Technika
 (транскр.  Бела техника) српска је музичка група из Београда.

## Историја
Групу Bella Technika су 2016. године основала два члана београдског састава Darkwood Dub — гитариста Бојан Дробац Бамби и басиста Милорад Мики Ристић. Њима двојици убрзо се прикључила и оперска певачица Катарина Јовановић. Група је први концерт одржала 5. јануара 2019. на београдском сплаву 20/44.
Почетком марта 2019. група је дебитански албум Section најавила десетоминутним трејлером Potpourri, аутора Ивана Шијака. Најављени албум појавио се 13. марта 2019. као заједничко издање етикета Bravo Boys из Београда и ПДВ из Загреба. На снимању албума гостовали су Лав Братуша (бубањ), Соња Лончар (клавијатуре), Филип Крумес (виолина), Емери Добинс (вокал, клавијатуре, гитара), Сем Диксон (гитара) и Сет Манчестер (бас гитара, клавијатуре). Прве ремиксе песама направио је енглески продуцент Грег Вилсон.

## Чланови

### Садашњи
- Бојан Дробац [а] — клавијатуре, гитара, удараљке, вокал
- Милорад Ристић [б] — бас-гитара, клавијатуре, вокал
- Катарина Јовановић — вокал[7]

## Дискографија

### Студијски албуми
- (2019)
- (2023)

## Награде и номинације
- Награде Амбасадор

| Година | Категорија                                  | Номиновано дело | Исход    |
| ------ | ------------------------------------------- | --------------- | -------- |
| 2023.  | Најбољи регионални албум/компилација године |                 | Освојено |